# Beretta Holding
Beretta Holding tiene su sede central en Gardone Val Trompia, cerca de Brescia, Italia. Es un holding italiano del grupo industrial Beretta y tiene participación directa o indirecta en 26 empresas. La empresa homónima está dirigida por los descendientes de la decimoquinta generación del maestro armero Don Bartolomeo Beretta, progenitor de una dinastía de fabricantes de armas de fuego.

## Beretta en el Mundo

### Italia
Gardone Val Trompia es la sede de Beretta Holding, y también la sede de la empresa Fabbrica d'Armi Pietro Beretta, así como de la empresa italiana de réplicas de armas de fuego A. Uberti. Beretta Holding también posee otras empresas italianas, Benelli Armi en Urbino, Marcas, Meccanica Del Sarca, en Pietramurata, Trentino-Alto Adigio y Victrix Armaments, en Cazzano Sant'Andrea, Lombardía.

### Resto de Europa
Además de sus operaciones en Italia, Beretta posee varias empresas europeas, incluidas Beretta Hellas en Atenas, Grecia, Espingardaria Belga en Lisboa, Portugal, Holland & Holland en Londres, Reino Unido y Beretta Benelli Ibérica, en Trespuentes, España. Beretta tiene tres subsidiarias en Francia, Chapuis Armes, en Saint-Bonnet-le-Château y Humbert CTTS en Veauche y la galería Beretta en París, Francia. Beretta tiene una subsidiaria suiza, Outdoor Enterprise S.A., en San Vittore, Suiza, y dos en Alemania, Manfred Alberts GmbH en Wiehl-Bielstein y Steiner-Optik GmbH en Bayreuth. En el norte de Europa, Beretta tiene el fabricante finlandés de armas de fuego SAKO, así como el distribuidor británico GMK Ltd., propietario de la galería Beretta en Londres, Inglaterra.

### América del Norte
Las ventas estadounidenses producen más de la mitad de los ingresos de Beretta. Beretta USA se fundó en 1972 y tiene su sede en Accokeek, Maryland. Beretta USA fabrica pistolas militares, policiales y civiles. En mayo de 2013, la empresa anunció que, a pesar de los desacuerdos con el estado de Maryland sobre los cambios recientemente promulgados en las leyes de control de armas de Maryland, no reubicaría sus instalaciones de Accokeek. A partir de 2014, la instalación empleaba alrededor de 400 trabajadores. 
En enero de 2014, Beretta anunció la construcción de una planta de diseño y producción en Gallatin, Tennessee, para expandir sus operaciones en los EE. UU. 
El 22 de julio de 2014, en una reversión de su decisión de 2013 de mantener algunas operaciones de producción en Accokeek, Beretta anunció que trasladaría toda la fabricación de Maryland a las instalaciones de Gallatin, donde originalmente se esperaba que iban a fabricar maquinaria y productos nuevos únicamente. Beretta declaró que la decisión fue en respuesta a nuevas restricciones en la fabricación de armas de fuego que está considerando la legislatura de Maryland. La nueva instalación de 45 millones de dólares, en un sitio de 40 hectáreas (100 acres) en el área de Nashville, estaba programada para completarse a principios de 2015, y en última instancia, emplearía a 300 trabajadores. Sin embargo, la construcción se retrasó por el clima. 
El entonces director ejecutivo, Ugo Gussalli Beretta, visitó personalmente el sitio de Gallatin y declaró, con respecto a las nuevas instalaciones: "A cambio de nuestra inversión en empleos, instalaciones y asistencia a la economía local, pedimos respeto y un clima empresarial de apoyo, nos merecemos tal respeto, fabricamos el arma de mano estándar para las Fuerzas Armadas de los Estados Unidos, también fabricamos armas de fuego que la policía y los consumidores utilizan para salvar sus vidas y las vidas de los demás". 
Beretta comenzó a trasladar equipos a la planta de Gallatin, una vez que recibió un certificado de ocupación en diciembre de 2015, y en enero de 2016 la planta estaba parcialmente operativa. El 15 de abril, la empresa celebró la inauguración de su fábrica con una ceremonia de inauguración oficiada por el gobernador de Tennessee Bill Haslam, Ugo Gussalli Beretta y sus hijos, Pietro y Franco Beretta. 
La oficina principal de Beretta USA permanece en Accokeek, así como las operaciones de reparación y armería. La organización Three Arrows Services permanece en Accokeek, al igual que Stoeger Industries. Stoeger Canada se encuentra en Whitby, Ontario, Canadá. Las oficinas de Benelli USA se encuentran en Accokeek, un almacén está ubicado en Pocomoke City, Maryland. Otras empresas norteamericanas incluyen Cougar Corporation, que opera la tienda de exhibición Beretta Gallery en la ciudad de Nueva York, y dos fabricantes de productos ópticos, la Burris Optics Company en Greeley, Colorado y Steiner eOptics, (anteriormente Laser Devices Inc.) en Monterrey, California. 
A través de su filial Steiner, el 31 de diciembre de 2015, Beretta Holding adquirió dos empresas de electroóptica: STS en Beavercreek, Ohio, y Difraction Ltd. en Burlington, Vermont.

### Resto del Mundo
La unidad comercial internacional Beretta Defense Technologies (BDT) se creó en 2012 como una alianza de cuatro empresas propiedad de Beretta Holding (Beretta, Benelli, Sako y Steiner) para atender a clientes gubernamentales, militares y policiales, otras participaciones internacionales incluyen el fabricante y distribuidor turco de armas de fuego Stoeger Silah Sanayi en Estambul, Turquía, el distribuidor Russian Eagle en Moscú, Rusia, NightLaser Technologies en São Paulo, Brasil, y la empresa óptica WanCai en Chongqing, China.